# رودريغو إسكوبار
رودريغو إسكوبار (بالإسبانية: Rodrigo Escobar)‏ هو عالم نبات كولومبي، ولد في 1935، وتوفي في 2009.